# Liste der Nummer-eins-Hits in den britischen Charts (1957)
Dies ist eine Liste der Nummer-eins-Hits in den britischen Charts im Jahr 1957. Sie basiert auf den Official Singles Chart Top 30 und den Official Albums Chart Top 5, die vom Chart Information Network ermittelt wurden. Es gab in diesem Jahr 13 Nummer-eins-Singles und 8 Nummer-eins-Alben.

## Singles
| ← 1956 ← | Liste der Nummer-eins-Hits in den britischen Charts | Liste der Nummer-eins-Hits in den britischen Charts | Liste der Nummer-eins-Hits in den britischen Charts                             | 1958 →                    |
| \| Zeitraum \| Wo. ges. \| Interpret \| Titel Autor(en) \| Zusätzliche Informationen \| \| (Zeitraum, Wochen auf Platz eins, Interpret, Titel, Autor[en], zusätzliche Informationen) \| \| \| \| \| \| ----------------------------------------------------------------------------------------- \| -------- \| --------------------------- \| ------------------------------------------------------------------------------- \| ------------------------- \| \| 29. Dezember 1956 – 4. Januar 1957 1 Woche (insgesamt 3) \| 3 \| Guy Mitchell \| Singing the Blues Melvin Endsley \| – \| \| 5. Januar 1957 – 11. Januar 1957 1 Woche \| 1 \| Tommy Steele & the Steelmen \| Singing the Blues Melvin Endsley \| – \| \| 12. Januar 1957 – 18. Januar 1957 1 Woche (insgesamt 3) \| 3 \| Guy Mitchell \| Singing the Blues Melvin Endsley \| – \| \| 19. Januar 1957 – 15. Februar 1957 4 Wochen \| 4 \| Frankie Vaughan \| Garden of Eden a Dennise Norwood \| – \| \| 26. Januar 1957 – 1. Februar 1957 1 Woche \| 1 \| Guy Mitchell \| Singing the Blues a Melvin Endsley \| – \| \| 16. Februar 1957 – 5. April 1957 7 Wochen \| 7 \| Tab Hunter \| Young Love Carole Joyner, Ric Cartey \| – \| \| 6. April 1957 – 10. Mai 1957 5 Wochen \| 5 \| Lonnie Donegan \| Cumberland Gap Lonnie Donegan \| – \| \| 11. Mai 1957 – 17. Mai 1957 1 Woche \| 1 \| Guy Mitchell \| Rock-a-Billy Woody Harris, Eddie V. Deane \| – \| \| 18. Mai 1957 – 31. Mai 1957 2 Wochen \| 2 \| Andy Williams \| Butterfly Kal Mann, Bernard Lowe \| – \| \| 1. Juni 1957 – 21. Juni 1957 3 Wochen \| 3 \| Johnnie Ray \| Yes Tonight, Josephine Winfield Scott, Dorothy Goodman \| – \| \| 22. Juni 1957 – 5. Juli 1957 2 Wochen \| 2 \| Lonnie Donegan \| Gamblin’ Man / Putting On the Style Woody Guthrie, Lonnie Donegan / Traditional \| – \| \| 6. Juli 1957 – 23. August 1957 7 Wochen \| 7 \| Elvis Presley \| All Shook Up Otis Blackwell, Elvis A. Presley \| – \| \| 24. August 1957 – 25. Oktober 1957 9 Wochen \| 9 \| Paul Anka \| Diana Paul Anka \| – \| \| 26. Oktober 1957 – 15. November 1957 3 Wochen \| 3 \| Crickets \| That’ll Be the Day Jerry Allison, Buddy Holly, Norman Petty \| – \| \| 16. November 1957 – 3. Januar 1958 7 Wochen \| 7 \| Harry Belafonte \| Mary’s Boy Child Jester J. Hairston \| – \| |                                                     |                                                     |                                                                                 |                           |
| ← 1956 |                                                     |                                                     |                                                                                 | → 1958 →                  |
| Zeitraum | Wo. ges.                                            | Interpret                                           | Titel Autor(en)                                                                 | Zusätzliche Informationen |
| (Zeitraum, Wochen auf Platz eins, Interpret, Titel, Autor[en], zusätzliche Informationen) |                                                     |                                                     |                                                                                 |                           |
| 29. Dezember 1956 – 4. Januar 1957 1 Woche (insgesamt 3) | 3                                                   | Guy Mitchell                                        | Singing the Blues Melvin Endsley                                                | –                         |
| 5. Januar 1957 – 11. Januar 1957 1 Woche | 1                                                   | Tommy Steele & the Steelmen                         | Singing the Blues Melvin Endsley                                                | –                         |
| 12. Januar 1957 – 18. Januar 1957 1 Woche (insgesamt 3) | 3                                                   | Guy Mitchell                                        | Singing the Blues Melvin Endsley                                                | –                         |
| 19. Januar 1957 – 15. Februar 1957 4 Wochen | 4                                                   | Frankie Vaughan                                     | Garden of Eden a Dennise Norwood                                                | –                         |
| 26. Januar 1957 – 1. Februar 1957 1 Woche | 1                                                   | Guy Mitchell                                        | Singing the Blues a Melvin Endsley                                              | –                         |
| 16. Februar 1957 – 5. April 1957 7 Wochen | 7                                                   | Tab Hunter                                          | Young Love Carole Joyner, Ric Cartey                                            | –                         |
| 6. April 1957 – 10. Mai 1957 5 Wochen | 5                                                   | Lonnie Donegan                                      | Cumberland Gap Lonnie Donegan                                                   | –                         |
| 11. Mai 1957 – 17. Mai 1957 1 Woche | 1                                                   | Guy Mitchell                                        | Rock-a-Billy Woody Harris, Eddie V. Deane                                       | –                         |
| 18. Mai 1957 – 31. Mai 1957 2 Wochen | 2                                                   | Andy Williams                                       | Butterfly Kal Mann, Bernard Lowe                                                | –                         |
| 1. Juni 1957 – 21. Juni 1957 3 Wochen | 3                                                   | Johnnie Ray                                         | Yes Tonight, Josephine Winfield Scott, Dorothy Goodman                          | –                         |
| 22. Juni 1957 – 5. Juli 1957 2 Wochen | 2                                                   | Lonnie Donegan                                      | Gamblin’ Man / Putting On the Style Woody Guthrie, Lonnie Donegan / Traditional | –                         |
| 6. Juli 1957 – 23. August 1957 7 Wochen | 7                                                   | Elvis Presley                                       | All Shook Up Otis Blackwell, Elvis A. Presley                                   | –                         |
| 24. August 1957 – 25. Oktober 1957 9 Wochen | 9                                                   | Paul Anka                                           | Diana Paul Anka                                                                 | –                         |
| 26. Oktober 1957 – 15. November 1957 3 Wochen | 3                                                   | Crickets                                            | That’ll Be the Day Jerry Allison, Buddy Holly, Norman Petty                     | –                         |
| 16. November 1957 – 3. Januar 1958 7 Wochen | 7                                                   | Harry Belafonte                                     | Mary’s Boy Child Jester J. Hairston                                             | –                         |

## Alben
| ← 1956 ← | Liste der Nummer-eins-Hits in den britischen Charts | Liste der Nummer-eins-Hits in den britischen Charts | Liste der Nummer-eins-Hits in den britischen Charts | 1958 →                    |
| \| Zeitraum \| Wo. ges. \| Interpret \| Titel \| Zusätzliche Informationen \| \| (Zeitraum, Wochen auf Platz eins, Interpret, Titel, zusätzliche Informationen) \| \| \| \| \| \| ------------------------------------------------------------------------------ \| -------- \| ------------- \| ---------------------- \| ------------------------- \| \| 11. November 1956 – 9. Februar 1957 13 Wochen (insgesamt 48) \| 48 \| (Soundtrack) \| The King and I \| – \| \| 10. Februar 1957 – 16. Februar 1957 1 Woche (insgesamt 4) \| 4 \| (Soundtrack) \| High Society \| – \| \| 17. Februar 1957 – 23. Februar 1957 1 Woche (insgesamt 48) \| 48 \| (Soundtrack) \| The King and I \| – \| \| 24. Februar 1957 – 2. März 1957 1 Woche (insgesamt 4) \| 4 \| Frank Sinatra \| This Is Sinatra \| – \| \| 3. März 1957 – 9. März 1957 1 Woche (insgesamt 48) \| 48 \| (Soundtrack) \| The King and I \| – \| \| 10. März 1957 – 16. März 1957 1 Woche (insgesamt 4) \| 4 \| Frank Sinatra \| This Is Sinatra \| – \| \| 17. März 1957 – 23. März 1957 1 Woche (insgesamt 48) \| 48 \| (Soundtrack) \| The King and I \| – \| \| 24. März 1957 – 30. März 1957 1 Woche (insgesamt 4) \| 4 \| Frank Sinatra \| This Is Sinatra \| – \| \| 31. März 1957 – 20. April 1957 3 Wochen (insgesamt 48) \| 48 \| (Soundtrack) \| The King and I \| – \| \| 21. April 1957 – 27. April 1957 1 Woche (insgesamt 4) \| 4 \| Frank Sinatra \| This Is Sinatra \| – \| \| 28. April 1957 – 8. Juni 1957 6 Wochen (insgesamt 48) \| 48 \| (Soundtrack) \| The King and I b \| – \| \| 2. Juni 1957 – 8. Juni 1957 1 Woche \| 1 \| Nat King Cole \| Love Is the Thing b \| – \| \| 9. Juni 1957 – 15. Juni 1957 1 Woche (insgesamt 3) \| 3 \| (Soundtrack) \| Oklahoma! \| – \| \| 16. Juni 1957 – 13. Juli 1957 4 Wochen (insgesamt 48) \| 48 \| (Soundtrack) \| The King and I \| – \| \| 14. Juli 1957 – 3. August 1957 3 Wochen (insgesamt 4) \| 4 \| Tommy Steele \| The Tommy Steele Story \| – \| \| 4. August 1957 – 24. August 1957 3 Wochen (insgesamt 48) \| 48 \| (Soundtrack) \| The King and I \| – \| \| 25. August 1957 – 31. August 1957 1 Woche (insgesamt 4) \| 4 \| Tommy Steele \| The Tommy Steele Story \| – \| \| 1. September 1957 – 14. September 1957 2 Wochen (insgesamt 3) \| 3 \| Elvis Presley \| Lovin’ You \| – \| \| 15. September 1957 – 2. November 1957 7 Wochen \| 7 \| Frank Sinatra \| A Swingin’ Affair \| – \| \| 3. November 1957 – 9. November 1957 1 Woche (insgesamt 3) \| 3 \| Elvis Presley \| Lovin’ You \| – \| \| 10. November 1957 – 25. Januar 1958 11 Wochen (insgesamt 48) \| 48 \| (Soundtrack) \| The King and I \| – \| |                                                     |                                                     |                                                     |                           |
| ← 1956 |                                                     |                                                     |                                                     | → 1958 →                  |
| Zeitraum | Wo. ges.                                            | Interpret                                           | Titel                                               | Zusätzliche Informationen |
| (Zeitraum, Wochen auf Platz eins, Interpret, Titel, zusätzliche Informationen) |                                                     |                                                     |                                                     |                           |
| 11. November 1956 – 9. Februar 1957 13 Wochen (insgesamt 48) | 48                                                  | (Soundtrack)                                        | The King and I                                      | –                         |
| 10. Februar 1957 – 16. Februar 1957 1 Woche (insgesamt 4) | 4                                                   | (Soundtrack)                                        | High Society                                        | –                         |
| 17. Februar 1957 – 23. Februar 1957 1 Woche (insgesamt 48) | 48                                                  | (Soundtrack)                                        | The King and I                                      | –                         |
| 24. Februar 1957 – 2. März 1957 1 Woche (insgesamt 4) | 4                                                   | Frank Sinatra                                       | This Is Sinatra                                     | –                         |
| 3. März 1957 – 9. März 1957 1 Woche (insgesamt 48) | 48                                                  | (Soundtrack)                                        | The King and I                                      | –                         |
| 10. März 1957 – 16. März 1957 1 Woche (insgesamt 4) | 4                                                   | Frank Sinatra                                       | This Is Sinatra                                     | –                         |
| 17. März 1957 – 23. März 1957 1 Woche (insgesamt 48) | 48                                                  | (Soundtrack)                                        | The King and I                                      | –                         |
| 24. März 1957 – 30. März 1957 1 Woche (insgesamt 4) | 4                                                   | Frank Sinatra                                       | This Is Sinatra                                     | –                         |
| 31. März 1957 – 20. April 1957 3 Wochen (insgesamt 48) | 48                                                  | (Soundtrack)                                        | The King and I                                      | –                         |
| 21. April 1957 – 27. April 1957 1 Woche (insgesamt 4) | 4                                                   | Frank Sinatra                                       | This Is Sinatra                                     | –                         |
| 28. April 1957 – 8. Juni 1957 6 Wochen (insgesamt 48) | 48                                                  | (Soundtrack)                                        | The King and I b                                    | –                         |
| 2. Juni 1957 – 8. Juni 1957 1 Woche | 1                                                   | Nat King Cole                                       | Love Is the Thing b                                 | –                         |
| 9. Juni 1957 – 15. Juni 1957 1 Woche (insgesamt 3) | 3                                                   | (Soundtrack)                                        | Oklahoma!                                           | –                         |
| 16. Juni 1957 – 13. Juli 1957 4 Wochen (insgesamt 48) | 48                                                  | (Soundtrack)                                        | The King and I                                      | –                         |
| 14. Juli 1957 – 3. August 1957 3 Wochen (insgesamt 4) | 4                                                   | Tommy Steele                                        | The Tommy Steele Story                              | –                         |
| 4. August 1957 – 24. August 1957 3 Wochen (insgesamt 48) | 48                                                  | (Soundtrack)                                        | The King and I                                      | –                         |
| 25. August 1957 – 31. August 1957 1 Woche (insgesamt 4) | 4                                                   | Tommy Steele                                        | The Tommy Steele Story                              | –                         |
| 1. September 1957 – 14. September 1957 2 Wochen (insgesamt 3) | 3                                                   | Elvis Presley                                       | Lovin’ You                                          | –                         |
| 15. September 1957 – 2. November 1957 7 Wochen | 7                                                   | Frank Sinatra                                       | A Swingin’ Affair                                   | –                         |
| 3. November 1957 – 9. November 1957 1 Woche (insgesamt 3) | 3                                                   | Elvis Presley                                       | Lovin’ You                                          | –                         |
| 10. November 1957 – 25. Januar 1958 11 Wochen (insgesamt 48) | 48                                                  | (Soundtrack)                                        | The King and I                                      | –                         |

Die Angaben basieren auf den offiziellen Verkaufshitparaden der Official UK Charts Company für das Vereinigte Königreich. Bei den Singles wurden die Charts der Zeitschrift New Musical Express verwendet, bei den Alben die Charts des Record Mirror. Die Datumsangaben beziehen sich auf die mit dem Gültigkeitsdatum der Charts endende Woche.

## Jahreshitparade
| ← 1956 | Singlehits des Jahres in den britischen Charts | Singlehits des Jahres in den britischen Charts | Singlehits des Jahres in den britischen Charts | 1958 → |

| Platz | Platz | Interpret       | Interpret       | Titel Autor(en)                                                                      |
| ----- | ----- | --------------- | --------------- | ------------------------------------------------------------------------------------ |
| 1     | 1     | Pat Boone       | Pat Boone       | Love Letters in the Sand Musik: J. Fred Coots; Text: Charles F. Kenny, Nick A. Kenny |
| 2     | 2     | Paul Anka       | Paul Anka       | Diana Paul Anka                                                                      |
| 3     | 3     | Elvis Presley   | Elvis Presley   | All Shook Up Otis Blackwell, Elvis A. Presley                                        |
| 4     | 4     | Tab Hunter      | Tab Hunter      | Young Love Carole Joyner, Ric Cartey                                                 |
| 5     | 5     | Harry Belafonte | Harry Belafonte | Island in the Sun Irving Louis Burgie                                                |
| 6     | 6     | Elvis Presley   | Elvis Presley   | Teddy Bear Bernard Lowe, Kal Mann                                                    |
| 7     | 7     | Johnnie Ray     | Johnnie Ray     | Yes Tonight Josephine Winfield Scott, Dorothy Goodman                                |
| 8     | 8     | Pat Boone       | Pat Boone       | Don’t Forbid Me Charles Singleton                                                    |
| 9     | 9     | Nat King Cole   | Nat King Cole   | When I Fall in Love Musik: Victor Popular Young; Text: Edward Heyman                 |
| 10    | 10    | Harry Belafonte | Harry Belafonte | Mary’s Boy Child Jester J. Hairston                                                  |

| ← 1956 |  |  |  | 1958 → |